# Kochaw ha-Cafon
Kochaw ha-Cafon (hebr. כוכב הצפון; Gwiazda Północna) – osiedle mieszkaniowe w Tel Awiwie, znajdujące się na terenie Dzielnicy Pierwszej.

## Położenie
Osiedle leży na nadmorskiej równinie Szaron, nad Morzem Śródziemnym. Jest położone w północnej części aglomeracji miejskiej Tel Awiwu, na północ od rzeki Jarkon. Północną granicę osiedla wyznacza ulica Shai Agnon, za którą znajduje się osiedle Tochnit Lamed oraz krajowy port lotniczy Sede Dow. Po stronie wschodniej przebiega droga ekspresowa nr 2, a od południa ulica Rokah, za którą rozciąga się Park ha-Jarkon i rzeka Jarkon. Zachodnią granicę osiedla stanowi ulica Ibn Gabriol, za którą znajduje się elektrownia Reading.

## Środowisko naturalne
Osiedle powstało w latach 90. XX wieku na nadmorskich wydmach i nieużytkach rolniczych położonych na północ od zabudowy miejskiej Tel Awiwu.

## Architektura

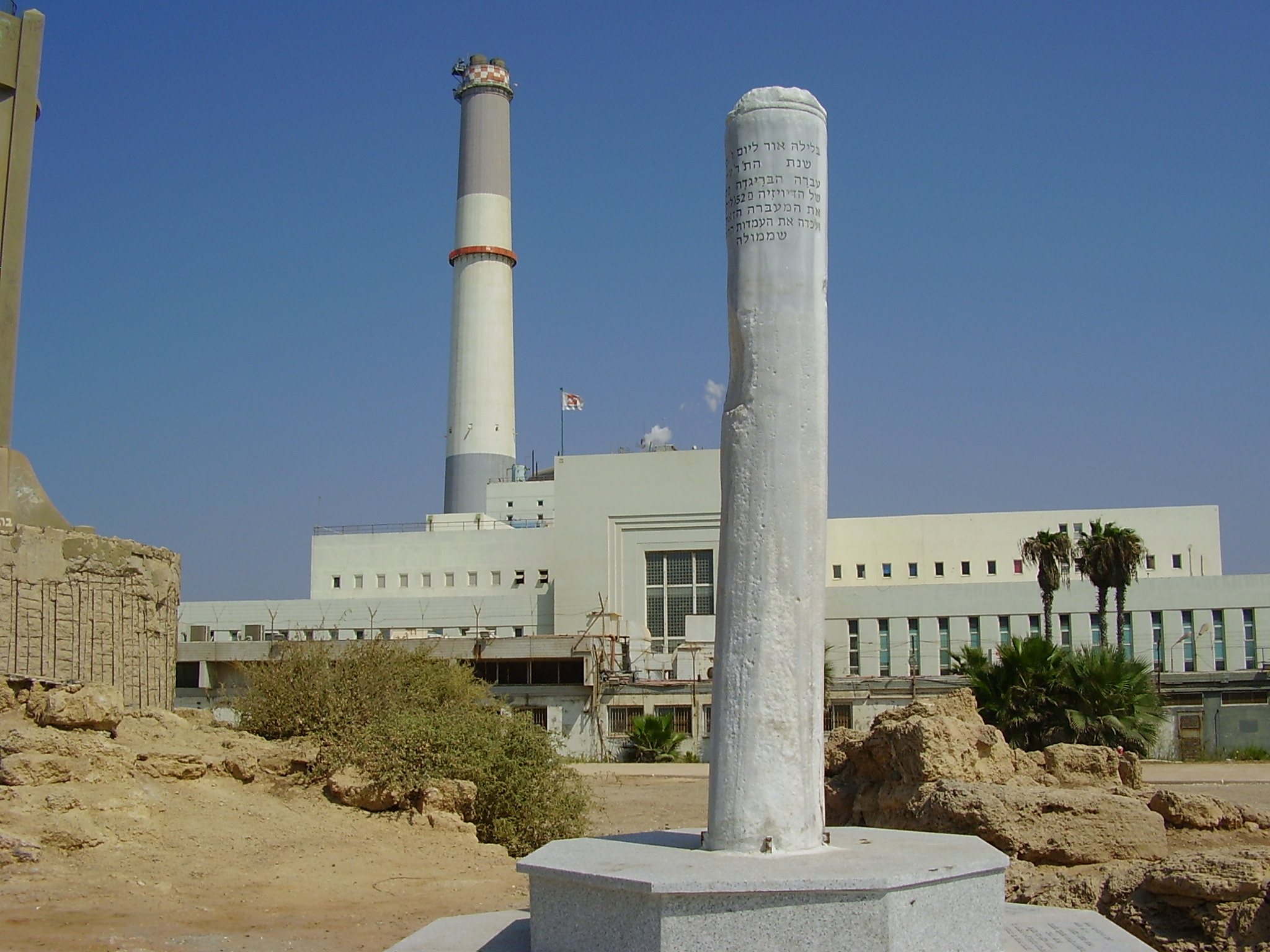
Pomnik pamięci brytyjskich żołnierzy z czasów I wojny światowej

Osiedle składa się z budynków wybudowanych z „wielkiej płyty”. Są to wieżowce.
We wschodniej części osiedla znajduje się drapacz chmur Savyonei Ramat Aviv 1. Ma ona 23 kondygnacje i 81 metrów wysokości. Tuż przy nim zostanie wybudowany bliźniaczy Savyonei Ramat Aviv 2 i dwa mniejsze Savyonei Ramat Aviv 3 i 4. oraz w pobliżu trzy kolejne mieszkalne drapacze chmur Seminar HaKibbutzim. Będą one miały po 40 kondygnacji. Ich budowa została już zatwierdzona przez władze miejskie.
W pobliżu ujścia rzeki Jarkon do Morza Śródziemnego znajduje się pomnik pamięci brytyjskich żołnierzy z czasów I wojny światowej. Tuż obok wznosi się stara nieczynna już latarnia morska.

## Edukacja
We wschodniej części osiedla znajduje się położony pośrodku parku uczelnia College Nauczycielski Kibuców, Technologii i Sztuki.

## Gospodarka
Na północny zachód od osiedla znajdują się tereny przemysłowe elektrociepłowni (Reading Power Station), która została wybudowana w 1938 u ujścia rzeki Jarkon do Morza Śródziemnego. Początkowo uruchomiono dwa bloki energetyczne „Reading A”, a w latach 50. XX wieku dobudowano dwa kolejne bloki „Reading B” (każdy o mocy 50 MW). W 1967 zamknięto blok „Reading A” i przystąpiono do rekultywacji terenu, aby przystosować go do potrzeb terenów wystawowych. W latach 70. uruchomiono kolejne bloki energetyczne „Reading C” i „Reading D”. W 1981 zamknięto blok „Reading C”, a w 2004 zamknięto „Reading B”. Obecnie jedynym czynnym blokiem energetycznym jest „Reading D” o mocy 450 MW. Grupy ekologiczne oskarżały elektrownię o zanieczyszczanie powietrza oraz wód rzeki Jarkon. Z powodu niemożliwości dostosowania się do rygorystycznych przepisów ochrony środowiska, w 2006 zmieniono paliwo stałe z ropy naftowej na gaz ziemny. W okresie przebudowy elektrownia była czasowa nieczynna.

## Infrastruktura

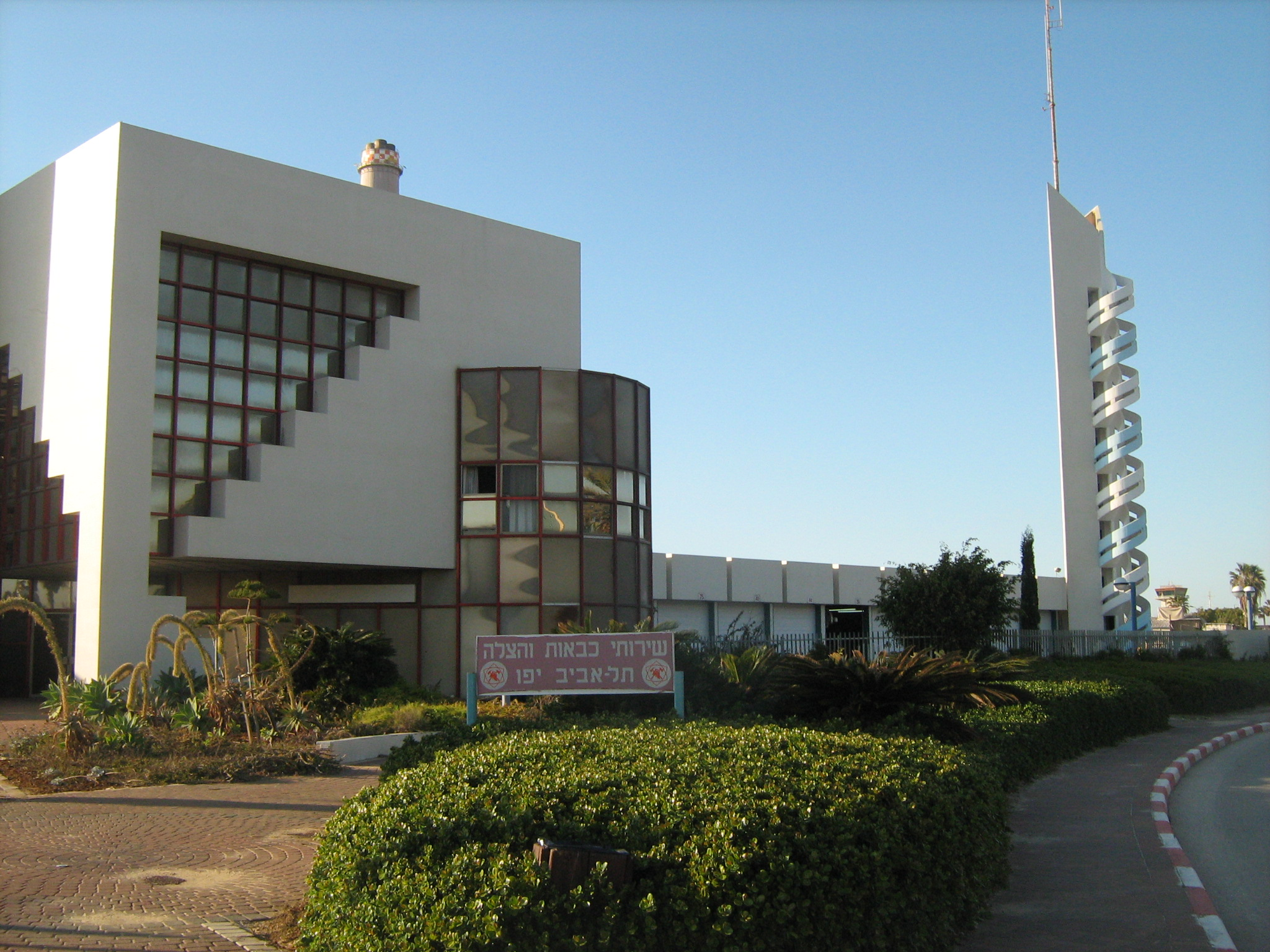
Główna remiza straży pożarnej w Tel Awiwie

Na północny wschód od osiedla znajduje się główna remiza strażacka straży pożarnej dla miasta Tel Awiw-Jafa. Remiza jest położona przy ulicy Ibn Gvirol i odpowiada za centrum i północną część miasta.

## Transport
Przez wschodnią część osiedla przechodzi droga ekspresowa nr 2  (Tel Awiw-Netanja-Hajfa), natomiast ulicą Rokah można dojechać do położonej na wschodzie autostrady nr 20  (Ayalon Highway).
W zachodniej części osiedla znajduje się dworzec autobusowy. Na północ od osiedla jest położony krajowy port lotniczy Sede Dow.